# John Watson (Philosoph)
John Watson (* 25. Februar 1847; † 27. Januar 1939 in Kingston, Ontario) war ein Vertreter des britischen Idealismus, der als Professor für Moralphilosophie an der Queen’s University im kanadischen Kingston wirkte.
Watson studierte aber 1866 Theologie an der University of Glasgow. Sein Lehrer war Edward Caird. Auf Empfehlung von Caird bekam Watson 1872 den Lehrstuhl für Logik, Metaphysik und Ethik in Kingston. Von 1889 bis 1924 war er dort Professor für Moralphilosophie.
Watson hat sich für die Zulassung von Frauen zum Studium eingesetzt. Er gehört zu den absoluten Idealisten und knüpft in seiner Philosophie an Platon, Kant sowie Hegel an.

## Werke
- Kant and his English Critics. 1881
- Dante and Medieval Thought. 1894
- An Outline of Philosophy. 1895
- Comte, Mill, and Spencer. 1895
- Hedonistic Theories from Aristippus to Spencer.
- Christianity and Idealism. 1897
- The Philosophy of Kant. 1897
- The State in Peace and War. 1919